# Amiditana
Amiditana ou Ami-Ditana (em acádio: Ammi-Ditana) foi um rei da Babilônia que reinou de 1 683 a 1 647 a.C.. Foi precedido por seu pai Abiesu e sucedido por seu filho Amisaduca.